# الدوري السلوفيني لكرة القدم 1966–67
الدوري السلوفيني لكرة القدم 1966–67 هو موسم من الدوري السلوفيني لكرة القدم ‏. فاز فيه NK Ljubljana ‏.